# Academia Sinica
L'Academia Sinica è l'istituto nazionale di ricerca della Repubblica di Cina (Taiwan), ha sede nel distretto di Nangang nella parte settentrionale dell'isola di Formosa.

## Storia
Fu fondata a Nanchino nel 1928; nel 1949 a seguito della proclamazione della Repubblica Popolare Cinese durante la guerra civile cinese si trasferì a Taiwan.

### Presidenti
Fonte:
- Cai Yuanpei (aprile 1928 – marzo 1940)
- Chu Chia-Hua (settembre 1940 – ottobre 1957)
- Hu Shih (aprile 1958 – febbraio 1962)
- Wang Shih-Chieh (maggio 1962 – aprile 1970)
- Chien Shih-Liang (maggio 1970 – settembre 1983)
- Wu Ta-You (ottobre 1983 – gennaio 1994)
- Yuan T. Lee (gennaio 1994 – ottobre 2006)
- Chi-Huey Wong (ottobre 2006 – maggio 2016)
- James C. Liao (giugno 2016 – in carica)

## Struttura
L'accademia è strutturata in tre divisioni principali che raccolgono i diversi istituti di ricerca:
- Matematica e scienze fisiche
  - Istituto di Matematica
  - Istituto di Fisica
  - Istituto di Chimica
  - Istituto di Scienze della Terra
  - Istituto di Informatica
  - Istituto di Scienze statistiche
  - Istituto di Scienze atomiche e molecolari
  - Istituto di Astronomia e Astrofisica
  - Centro di ricerca per le Scienze applicate
  - Centro di ricerca sui cambiamenti ambientali
  - Centro di ricerca per l'innovazione della Tecnologia dell'informazione
- Scienza della vita
  - Istituto di Biologia vegetale e dei microrganismi
  - Istituto di Biologia cellulare
  - Istituto di Biochimica
  - Istituto di Biologia molecolare
  - Istituto di Scienze biomediche
  - Centro di ricerca per le biotecnologie agricole
  - Centro di ricerca sulla Genomica
  - Centro di ricerca sulla Biodiversità
  - Centro di ricerca per la traduzione biomedica
- Scienze umanistiche e sociali
  - Istituto di Storia e Filologia
  - Istituto di Etnologia
  - Istituto di Storia Moderna
  - Istituto di Economia
  - Istituto di Studi europei e americani
  - Istituto di Letteratura e filologia cinese
  - Istituto di Storia di Taiwan
  - Istituto di Sociologia
  - Istituto di Linguistica
  - Istituto di Scienze politiche
  - Istituto di Giurisprudenza
  - Centro di ricerca per le scienze umanistiche e sociali